# Усть-Цилемський район
Усть-Циле́мський район (рос. Усть-Цилемский район, комі Чилимдін район) — адміністративна одиниця Республіки Комі Російської Федерації.
Адміністративний центр — село Усть-Цильма.

## Населення
Населення району становить 11522 особи (2017; 13036 у 2010, 15408 у 2002, 16380 у 1989).
Національний склад (станом на 2010 рік):
- росіяни — 12040 осіб (92,36 %)
- комі — 654 особи (5,02 %)
- українці — 74 особи (0,57 %)
- німці — 64 особи (0,49 %)
- білоруси — 24 особи (0,18 %)
- чуваші — 17 осіб (0,13 %)
- татари — 12 осіб (0,09 %)
- інші — 151 особа

## Адміністративно-територіальний поділ
На території району 10 сільських поселень:
| Поселення                             | Площа, км² | Населення, осіб (1989) | Населення, осіб (2002) | Населення, осіб (2010) | Населення, осіб (2019) | Центр           | Населені пункти |
| ------------------------------------- | ---------- | ---------------------- | ---------------------- | ---------------------- | ---------------------- | --------------- | --------------- |
| Заміжненське сільське поселення       | 8937,24    | 2005                   | 1922                   | 1582                   | 1315                   | Заміжна         | 8               |
| Йормицьке сільське поселення          | 1977,28    | 789                    | 629                    | 424                    | 286                    | Йормиця         | 3               |
| Короворучейське сільське поселення    | 1170,99    | 1512                   | 1641                   | 1430                   | 1376                   | Коровий Ручей   | 5               |
| Нерицьке сільське поселення           | 1070,64    | 355                    | 329                    | 217                    | 220                    | Нериця          | 1               |
| Новоборське сільське поселення        | 6445,26    | 1570                   | 1224                   | 918                    | 714                    | Новий Бор       | 2               |
| Окунєвоноське сільське поселення      | 4312,79    | 906                    | 785                    | 613                    | 509                    | Окунєв Нос      | 2               |
| Середньобугаєвське сільське поселення | 1884,99    | 525                    | 479                    | 372                    | 266                    | Середнє Бугаєво | 2               |
| Трусовське сільське поселення         | 6508,37    | 1882                   | 1850                   | 1483                   | 1126                   | Трусово         | 5               |
| Уєзьке сільське поселення             | 1581,38    | 325                    | 366                    | 226                    | 141                    | Уєг             | 2               |
| Усть-Цилемське сільське поселення     | 7238,04    | 5981                   | 5736                   | 5376                   | 4873                   | Усть-Цильма     | 5               |
| Хабаріхинське сільське поселення      | 1483,62    | 530                    | 447                    | 395                    | 340                    | Хабаріха        | 2               |

## Найбільші населені пункти
| №  | Населений пункт | Населення, осіб (1989) | Населення, осіб (2002) | Населення, осіб (2010) |
| -- | --------------- | ---------------------- | ---------------------- | ---------------------- |
| 1  | Усть-Цильма     | 5 198                  | 5 081                  | 4 877                  |
| 2  | Новий Бор       | 1 233                  | 919                    | 722                    |
| 3  | Заміжна         | 829                    | 756                    | 674                    |
| 4  | Трусово         | 854                    | 809                    | 668                    |
| 5  | Чукчино         | 604                    | 733                    | 651                    |
| 6  | Окунєв Нос      | 766                    | 707                    | 567                    |
| 7  | Хабаріха        | 530                    | 447                    | 395                    |
| 8  | Карпушевка      | 471                    | 448                    | 368                    |
| 9  | Філіппово       | 421                    | 456                    | 368                    |
| 10 | Синьогор'є      | 522                    | 411                    | 310                    |